# Acacia georginae
Espèce
Répartition géographique
Classification phylogénétique
Acacia georginae est une espèce de plantes à fleurs de la famille des Fabaceae. C'est un arbuste ou un petit arbre originaire d'Australie et importé aux États-Unis.

## Description
C'est un grand arbuste multitige ou un petit arbre de 3 à 8 m de haut. Les feuilles sont alternes, épaisses vert gris. Les fleurs sont jaunes.

## Répartition
L'espèce pousse au nord-ouest du Queensland et au nord-est du Territoire du Nord.

## Écologie
Cette plante produit des fluoroacétates très toxiques pour le bétail et plus particulièrement les chèvres. Les animaux originaires d'Australie semblent immunisés.

## Utilisation
Son bois est utilisé par l'industrie et pour le chauffage.